# Nicaria
Nicaria is een geslacht van vlinders van de familie van de grasmotten (Crambidae), uit de onderfamilie van de Acentropinae. De wetenschappelijke naam en de beschrijving van dit geslacht werden voor het eerst in 1880 gepubliceerd door Pieter Snellen. 
Dit geslacht is monotypisch, dat wil zeggen dat het maar één soort heeft namelijk Nicaria latisquamalis Snellen, 1880 uit Indonesië.